# Asthenotricha pycnoconia
Asthenotricha pycnoconia är en fjärilsart som beskrevs av Antonius Johannes Theodorus Janse 1933. Asthenotricha pycnoconia ingår i släktet Asthenotricha och familjen mätare. Inga underarter finns listade i Catalogue of Life.